# العلاقات الأوكرانية اللاتفية
العلاقات الأوكرانية اللاتفية هي العلاقات الثنائية التي تجمع بين أوكرانيا ولاتفيا.

## مقارنة بين البلدين
هذه مقارنة عامة ومرجعية للدولتين:
| وجه المقارنة                                              | أوكرانيا                                   | لاتفيا                                             |
| --------------------------------------------------------- | ------------------------------------------ | -------------------------------------------------- |
| المساحة (كم2)                                             | 603.63 ألف                                 | 64.59 ألف                                          |
| عدد السكان (نسمة)                                         | 45.55 مليون                                | 1.93 مليون                                         |
| الكثافة السكانية (ن./كم²)                                 | 75.46                                      | 29.88                                              |
| العاصمة                                                   | كييف                                       | ريغا                                               |
| اللغة الرسمية                                             | اللغة الأوكرانية                           | اللغة اللاتفية                                     |
| العملة                                                    | هريفنا أوكرانية، كاربوفانيتس، روبل سوفييتي | يورو، لاتس لاتفي، الروبل اللاتفي ‏، الروبل اللاتفي ‏ |
| الناتج المحلي الإجمالي (بليون دولار)                      | 112.15 مليار                               | 30.26 مليار                                        |
| الناتج المحلي الإجمالي (تعادل القوة الشرائية) بليون دولار | 352.98 مليار                               | 49.24 مليار                                        |
| الناتج المحلي الإجمالي الاسمي للفرد دولار أمريكي          | 2.11 ألف                                   | 14.06 ألف                                          |
| الناتج المحلي الإجمالي للفرد دولار أمريكي                 | 8.66 ألف                                   | 23.55 ألف                                          |
| مؤشر التنمية البشرية                                      | 0.747                                      | 0.819                                              |
| رمز المكالمات الدولي                                      | +380                                       | +371                                               |
| رمز الإنترنت                                              | .ua، .укр ‏                                 | .lv                                                |
| المنطقة الزمنية                                           | ت ع م+02:00، ت ع م+03:00، توقيت شرق أوروبا | ت ع م+02:00، ت ع م+03:00، أوروبا/ريغا ‏             |

## مدن متوأمة
في ما يلي قائمة باتفاقيات التوأمة بين مدن أوكرانية ولاتفية:
- ترتبط ألوشتا مع يورمالا باتفاقية توأمة.
- ترتبط خاركيف مع داوغافبيلس باتفاقية توأمة منذ 23 أغسطس 2008.[17][18][17][18]
- ترتبط Pustomyty [الإنجليزية]‏ مع سميلتين باتفاقية توأمة.
- ترتبط بوسك مع ستايكل باتفاقية توأمة.
- ترتبط إيفانو-فرانكيفسك مع يلغافا باتفاقية توأمة منذ 9 نوفمبر 2006.[19][20][20][19]
- ترتبط كييف مع ريغا باتفاقية توأمة منذ 1995.[21][22][23][21]
- ترتبط تشرنيغوف مع أوغره باتفاقية توأمة منذ 1 أكتوبر 2009.[24][24][24][24]

## منظمات دولية مشتركة
يشترك البلدان في عضوية مجموعة من المنظمات الدولية، منها:
| علم المنظمة | اسم المنظمة                               | تاريخ انضمام أوكرانيا | تاريخ انضمام لاتفيا |
| ----------- | ----------------------------------------- | --------------------- | ------------------- |
|             | وكالة ضمان الاستثمار متعدد الأطراف        | 19 يوليو 1994         | 21 أغسطس 1998       |
|             | الأمم المتحدة                             | 24 أكتوبر 1945        | 17 سبتمبر 1991      |
|             | الفريق المعني برصد الأرض                  | ?                     | ?                   |
|             | منظمة حظر الأسلحة الكيميائية              | ?                     | ?                   |
|             | منظمة التجارة العالمية                    | 16 مايو 2008          | 1999                |
|             | منظمة الشرطة الجنائية الدولية             | ?                     | ?                   |
|             | منظمة الأمن والتعاون في أوروبا            | 30 يناير 1992         | 10 سبتمبر 1991      |
|             | مؤسسة التنمية الدولية                     | 27 مايو 2004          | 11 أغسطس 1992       |
|             | يونسكو                                    | 12 مايو 1954          | 9 يوليو 1951        |
|             | مجلس أوروبا                               | 9 نوفمبر 1995         | ?                   |
|             | الاتحاد البريدي العالمي                   | ?                     | ?                   |
|             | البنك الدولي للإنشاء والتعمير             | 3 سبتمبر 1992         | 11 أغسطس 1992       |
|             | اتفاقية السماوات المفتوحة                 | ?                     | ?                   |
|             | المنظمة الهيدروغرافية الدولية             | ?                     | ?                   |
|             | الاتحاد الدولي للاتصالات                  | 7 مايو 1947           | 11 ديسمبر 1921      |
|             | مؤسسة التمويل الدولية                     | 18 أكتوبر 1993        | 29 سبتمبر 1993      |
|             | المنظمة الأوروبية لسلامة الملاحة الجوية   | 2004                  | 2011                |
|             | المركز الدولي لتسوية المنازعات الاستشارية | 7 يوليو 2000          | 7 سبتمبر 1997       |
|             | مجموعة أستراليا                           | 2005                  | 2004                |
|             | مجموعة الموردين النوويين                  | ?                     | ?                   |

## وصلات خارجية
- موقع وزارة الخارجية الأوكرانية
- موقع وزارة الخارجية اللاتفية